# Чаббчаббы спасают Рождество
«Чаббчаббы спасают Рождество» — компьютерный анимационный фильм 2007 года, созданный Sony Pictures Animation и режиссёром Коди Кэмероном. Короткометражка была выпущена 8 августа 2007 года вместе с фильмом «Дежурный папа: Летний лагерь» и является продолжением «Чаббчаббы!».
9 октября 2007 года обе короткометражки были выпущены как дополнения к мультфильму «Лови волну!» на DVD и Blu-ray.

## Сюжет
Мипер и Чаббчаббы заходят к себе домой на Рождество, но когда они приземлятся на землю, они падают и наносят ущерб Санте. Ради праздника Мипер решает взять дела Санты в свои руки.

## В ролях
| Актёр           | Роль        |
| --------------- | ----------- |
| Брэд Симонсен   | Мипер       |
| Джефф Вулвертон | Чаббчаббы   |
| Джеффри Тэмбор  | Санта-Клаус |
| Закари Гордон   | Брэд Спойл  |